# Хронологија Народноослободилачке борбе децембар 1942.
Хронолошки преглед важнијих догађаја везаних за Народноослободилачку борбу народа Југославије, који су се десили током децембра месеца 1942. године:
| ← новембар | ← новембар | ← новембар | ← новембар | ← новембар | ← новембар | ← новембар | ← новембар | ← новембар | Хронологија Народноослободилачке борбе у 1943. | Хронологија Народноослободилачке борбе у 1943. | Хронологија Народноослободилачке борбе у 1943. | Хронологија Народноослободилачке борбе у 1943. | Хронологија Народноослободилачке борбе у 1943. | Хронологија Народноослободилачке борбе у 1943. | Хронологија Народноослободилачке борбе у 1943. | Хронологија Народноослободилачке борбе у 1943. | Хронологија Народноослободилачке борбе у 1943. | Хронологија Народноослободилачке борбе у 1943. | Хронологија Народноослободилачке борбе у 1943. | Хронологија Народноослободилачке борбе у 1943. | Хронологија Народноослободилачке борбе у 1943. | Хронологија Народноослободилачке борбе у 1943. | Хронологија Народноослободилачке борбе у 1943. | јануар '43. → | јануар '43. → | јануар '43. → | јануар '43. → | јануар '43. → | јануар '43. → | јануар '43. → |
| 1          | 2          | 3          | 4          | 5          | 6          | 7          | 8          | 9          | 10                                             | 11                                             | 12                                             | 13                                             | 14                                             | 15                                             | 16                                             | 17                                             | 18                                             | 19                                             | 20                                             | 21                                             | 22                                             | 23                                             | 24                                             | 25            | 26            | 27            | 28            | 29            | 30            | 31            |

### 1. децембар
- Јединице Треће ударне дивизије — Пета пролетерска бригада, Прва далматинска бригада и Десета херцеговачка бригада, ојачане са Трећом санџачком бригадом и деловима Трећег крајишког НОП одреда, су се приликом напада на железничку пругу Турбе—Доњи Вакуф сукобиле се са немачком 718. пешадијском дивизијом, ојачану деловима усташке 5. бригаде и домобранског 9. и 15. пешадијског пука. Ове окупаторско-квислиншке снаге су биле у покрету ка ослобођеном Јајцу с циљем његовог заузећа. Жестоке борбе вођене су све до 6. децембра када су непријатељске снаге успеле да поново заузму Јајце. У овим борбама је код села Браванице 4. децембра погинуо командант Прве далматинске бригаде Божо Билић Марјан (1913—1942), народни херој.[1][2]

### 5. децембар
- У Великој Кладуши, наредбом Главног штаба НОВ и ПО Хрватске до Трећег и Четвртог батаљона Прве личке бригаде и Ударног батаљона Кордунашког НОП одреда формирана Петнаеста кордунашка ударна бригада. На дан формирања бригада је имала три батаљона, са око 900 бораца. Командни састав бригаде су чинили — Никола Видовић, командант и Бранко Бекић, политички комесар. За заслуге у току Народноослободилачког рата бригада је одликована Орденом народног ослобођења.[1][3]
- У Призрену у болници умро Емин Дураку (1918—1942), члан Бироа Обласног комитета КПЈ за Косово и Метохију. Преминуо је од последица рањавања у сукобу са италијанским окупатором, приликом хапшења 28. новембра 1942. године. После рата је проглашен за народног хероја.[4][5]

### 6. децембар
- У Босанском Петровцу отпочела тродневна Прва земаљска конференција жена Југославије на којој је створена јединствена антифашистичка организација — Антифашистички фронт жена (АФЖ), чији су задаци били — пружање помоћи јединицама НОВ и ПОЈ, мобилизација жена за учешће у оружаној борби, помоћ органима народне власти у организовању позадине, брига о деци, јачање братства и јединства међу женама Југославије и рад на културно-просветном уздизању жена на селу. Конференцији је присуствовало 166 делегата из свих крајева Југославије, изузев Македоније и Словеније, а учеснике Конференције је поздравио Врховни командант НОВ и ПОЈ Јосип Броз Тито. У току рада Конференције Митра Митровић је поднела реферат О антифашистичком покрету жена у оквиру народноослободилачке борбе, а Спасенија Цана Бабовић реферат О организационим питањима и задацима АФЖ, након чега је на Конференцији иступило више жена-делегата. На крају Конференције усвојена је Резолуција и изабран Централни одбор АФЖ, на чијем је челу био Извршни одбор у саставу — председник Ката Пејновић, секретар Ванда Новосел и Спасенија Цана Бабовић, Митра Митровић и Мира Морача, чланови.[6][3]

### 9. децембар
- У Новим Карловцима, код Инђије одржано дводневно Окружно саветовање ОК КПЈ за Срем на коме је размотрена дотадашња активност Комунистичке партије, Народноослободилачког покрета и партизанских одреда у 1942. години. На саветовању је одлучено да се настави са оружаном борбом против окупатора и формира Окружни комитет Антифашистичког фронта жена (АФЖ) за Срем. Са саветовања је Врховном штабу НОВ и ПОЈ упућен предлог да се од постојећих партизанских снага формира војвођанска бригада. Поред чланова Окружног комитета КПЈ за Срем и његових секретара — Аћим Груловић, политичког и Јован Веселинов Жарко, организационог секретара; саветовању су између осталих присуствовали и члан Обласног комитета КПХ за Славонију и делегат ЦК КП Хрватске Јосип Хрнчевић, секретар Покрајинског повереништва КПЈ за Банат Ђура Јовановић, секретар ОК СКОЈ-а за Срем Стеван Дороњски, политички комесар и заменик политичког комесара Четвртог батаљона Сремског НОП одреда Јован Бељански и Никола Груловић, Станка Веселинов и др.[4][7]
- У Сарајеву усташка полиција, након зверског мучења, бацањем кроз прозор са четвртог спрата убила Адема Бућа (1914—1942), члана Месног комитета КПЈ за Сарајево и народног хероја. Он је био ухапшен почетком децембра, у великој провали усташке полиције у партијску организацију Сарајева, у којој је било ухапшено 130 активиста НОП-а, као и откривена нека илегална складишта и делови штампарије месног комитета.[1][8]

### 10. децембар
- Јединице Четврте и Пете крајишке дивизије отпочеле напад на утврђени непријатељски појас одбране од Санског Моста до Љубије. У тешким борбама заузето је преко 20 упоришта спољне одбране, а Прва и Шеста крајишка бригада су продрле у Сански Мост. У ослобођеном граду се све до 22. децембра одржала потпуно изолована посада, која се потом спојила с једном комбинованом немачко-домобранском пуковском борбеном групом која је интервенисала из Приједора. У борбама за Сански мост 11. децембра погинуо је Симо Бајић (1903—1942), командант батаљона у Четвртој крајишкој бригади, а у борбама код Старе Ријеке 18. децембра погинуо је Томица Шпановић (1914—1942), командир чете у Петој крајишкој бригади, народни хероји.[1][9][10]
- Приликом повратка из села Боринце, код Бојника, где су разбили чету Српске државне страже, која се улогорила у овом селу, борци Јабланичке чете Јабланичко-пасјачког НОП одреда у близини села Ображда упали у заседу чете Српске државне страже, која је из села Слишана пошла у помоћ чету у Боринце. Борци Јабланичке чете су прихватили борби и приморали недићевце на повлачење. У овој борби погинуо је Драгољуб Радосављевић Топлица (1919—1942), борац Јабланичке чете и народни херој.[4][11]

### 12. децембар
- Прва славонска бригада, уз садејство делова Првог и Другог славонског НОП одреда заузела Воћин, код Подравске Слатине у коме се налазило домобранско упориште и том приликом је заробљено 183 домобрана и заплењена већа количина наоружања, муниције и друге војне опреме.[12]

### 15. децембар
- Јаке окупационо-квислиншке снаге — два батаљона немачке 717. пешадијске дивизије, два батаљона усташке Прве бригаде и пет батаљона домобранске Треће пешадијске пуковније отпочели концентрично наступање према Мајевици с циљем окружења и уништења Шесте источнобосанске бригаде и Трећег сремског и Мајевичког НОП одреда. Овај подухват познат је и као операција „Тузла II”. Након вишедневних борби, партизанске снаге су у ноћи 18/19. децембра успеле да се пробију преко комуникације Тузла—Зворник и наставе наступање према Бирачу. Због неуспеха операције окупационо-квинслишке снаге су у селима око Лопара убије око 250 људи, а око 110 одвели на принудни рад у Немачку. У овим борбама су између осталих, 18. и 19. децембра погинули истакнути борци Шесте источнобосанске бригаде — Суљо Јахић (1922—1942) и Миленко Веркић (1912—1942), народни хероји.[1][13][14]

### 18. децембар
- У Велесу бугарска полиција открила и ухапсила двојицу истакнутих активиста Народноослободилачког покрета — Мирче Ацева, члана Бироа Покрајинског комитета КПЈ за Македонију и Сташу Пинџура, члана Главног штаба НОВ и ПО Македоније. Истом приликом полиција је открила и запленила штампарију ПК КПЈ за Македонију. Након хапшења они су одведени у затвор у Скопље, где су тучени и малтретирани, а 4. јануара 1943. су обојица убијени.[15][16][17]

### 20. децембар
- Бугарске окупационе снаге, на основу дојаве једног свештеника, опколиле манастир Прилепац, код Прилепа где се налазио Партизански одред „Ђорче Петров“. Након вишечасовне борбе, Одред је био разбијен, а само тројица бораца су успела да пробију обруч, док су остали изгинули. У борби је тешко рањен и заробљен политички комесар Одреда и инструктор ПК КПЈ за Македонију Киро Нацев Фетак (1918—1942), народни херој. Он је након тога одведен у затвор у Прилепу, где је мучен и убијен.[15][18]

### 22. децембар
- Ојачани Први батаљон немачког 741. пешадијског пука заузео село Челинац, код Бања Луке потиснувши делове Прве пролетерске ударне бригаде. У овој борби погинуо је Војо Масловарић (1914—1942), помоћник политичког комесара чете и народни херој.[1][19]

### 24. децембар
- На железничкој станици у Младеновцу, активисткиња НОП-а и чланица Окружног повереништва КПЈ за Младеновац Живка Дамњановић (1918—1942) извршила атентат бомбом на двојицу немачких официра, а потом убила Јована Војиновића из Кораћице, војводу четничке организације Косте Пећанца. Након атентата, Живка Дамњановић је извршила самоубиство да не би пала у руке непријатељу. Немачки официри-потпоручници Конинг и др Енгелхардт су били тешко рањени и пренети у болницу у Београд, где је Енгелхардт неколико дана касније преминуо. Сутрадан 25. децембра немачке окупационе снаге су као одмазду за рањавање двојице немачких официра стрељали 50 лица — 10 таоца из Младеновца и 40 затвореника из Бањичког логора.[4][20]

### 25. децембар
- У Београду у затвору Специјалне полиције у Ђушиној улици преминуо брачни пар — Војислав Вучковић (1910—1942) и Фани Политео-Вучковић (1911—1942). Дан раније агенти Специјалне полиције су опколили кућу породице Вучковић на Врачару, у којој се налазило тајно склониште у коме су се крили Јосип Бенковић и Вучковић. Они су тада ухапсили Вучковићеву супругу Фани и покушали да је мучењем натерају да открије место скривања. Сутрадан 25. децембра Бенковић и Вучковић су зашли из склоништа и упали у полицијску заседу, у којој је Вучковић био рањен и ухапшен. Иако рањен он је доведен у затвор на суочење са супругом, која је била тешко претучена, па су обоје преминули пре пребацивање у притвореничко одељење Главне војне болнице.[21]
- У Славонији отпочела тродневна проширена Обласна конференција КПХ за Славонију, коме је присуствовао вршилац дужности секретара ЦК КП Хрватске Владо Поповић. Пошто су до тада партијске организације из Славоније биле повезана са Централним комитетом преко Повереништва ЦК КПХ у Загребу, одлучено је да се у смислу обједињавања и координације рада формира Обласни комитет КПХ за Славонију, за чијег је секретара био именован Душан Чалић. Такође, на Конференцији су денете смернице за даљи развој ослободилачке борбе у Славонији, који су подразумевале — спровођење мобилизације нових бораца у НОВ и ПОЈ у свим деловима Славоније, ширење слободне територије, посветити већу пажњу раду међу националним мањинама, омладином и женама и др.[12]

### 26. децембар
- Главни штаб НОВ и ПО Словеније поделио словеначку територију на четири оперативне зоне. Прва долењска оперативна зона, формирана је 7. децембра и под командом је имала Другу и Трећу словеначку бригаду. Командант Прве зоне био је Милован Шарановић, а политички комесар Јоже Брилеј.[22] Друга нотрањска оперативна зона, формирана је 11. децембра и под командом је имала Прву и Четврту словеначку бригаду. Командант Друге зоне је био Иван Кавчич, а политички комесар Франце Попит.[23] Трећа алпска и Четврта штајерска оперативна зона формиране су 26. децембра. Командант Треће зоне је био Мирко Брачич, а политички комесар Франц Равбар. Командант Четврте зоне био је Франц Розман, а политички комесар Душан Кведер. Истовремено Главни штаб је именовао нови командни састав Штабова бригада и одреда.[24][25]

### 27. децембар
- У Бихаћу отпочео тродневни Први конгрес антифашистичке омладине Југославије на коме је створена јединствена антифашистичка организација — Уједињени савез антифашистичке омладине Југославије (УСАОЈ), чији су задаци били — рад на широј мобилизацији нових бораца у НОВ и ПОЈ, организовање живота и рада омладине на ослобођеним територијама у корист фронта, остваривање сарадње и помоћи органима народне власти у организовању живота у позадини, организовање културно-просветног и политичког рада међу омладином, организовање забавног и спортског живота међу омладином и организовање Савеза пионира. Конгресу је присуствовало 365 делегата из читаве Југославије, изузев Македоније и Словеније, а учеснике Конференције су поздравили Врховни командант НОВ и ПОЈ Јосип Броз Тито и секретара ЦК СКОЈ Иво Лола Рибар. У току рада Конгреса поднета су три реферата — Ратко Дугоњић Омладина у борби против фашистичких истребљивача народа, Драго Теслић Јединство омладине свих јужнословенских народа и оружано братство с омладином Совјетског Савеза — залог победе и Љубинка Милосављевић Омладина и сутрашњица наше домовине. Конгрес је усвојио Резолуцију и упутио Проглас омладини Југославије, као и прогласе омладини поробљених земаља Европе и омладини Совјетског Савеза. На крају Конгреса изабран је Земаљски одбор УСАОЈ, на чијем је челу био Секретаријат у саставу — Стане Кавчич, Славко Комар, Милијан Неоричић, Неда Маровић и Гроздана Белић.[6][24]

### 28. децембар
- У Цазину од бораца једног батаљона Треће крајишке бригаде и нових бораца с подручја Цазина, Босанске Крупе и Бихаћа формирана Осма крајишка ударна бригада. На дан формирања бригада је имала четири батаљона, са око 800 бораца. Командни састав бригаде су чинили — Хамдија Омановић, командант и Авдо Ћук, политички комесар.[1][26]

### 30. децембар
- У селу Горњи Борки, код Дарувара наредбом Главног штаба НОВ и ПО Хрватске од бораца Првог батаљона Дванаесте славонске бригаде, Другог батаљона Калничког НОП Одреда и једног батаљона Другог славонског НОП одреда формирана Шеснаеста хрватска бригада, која је јуна 1943. године добила назив Шеснаеста омладинска ударна бригада „Јожа Влаховић”. На дан формирања бригада је имала три батаљона, са око 700 бораца. Командни састав бригаде су чинили — Радован Кнежевић Тихи командант и Маријан Цветковић политички комесар. За заслуге у току Народноослободилачког рата бригада је одликована Орденом народног ослобођења.[12][27]
- Наредбом Врховног команданта НОВ и ПОЈ Јосипа Броза Тита формирана је Четврта хрватска дивизија, у чији су састав ушле — Дванаеста славонска ударна бригада, Шеснаеста хрватска бригада и Седамнаеста славонска ударна бригада. За команданта дивизије је био именован Петар Драпшин, а за политичког комесара Јефто Шашић.[6]